# Функционално уравнение
Функиционално уравнение е всяко уравнение на една или повече неизвестна функция, което не съдържа техни n-ти производни или интеграли и удовлетворяваща дадено равенство. Решение на функционалното уравнение са всички фукнции {\displaystyle f(x)}, които имат определени свойства и удовлетворяват уравнението за всички стойности на аргументите, принадлежащи на дефиниционната област на {\displaystyle f(x)}.
Теорията на решаването на функционалните уравнения представлява един от най-старите клонове на математическия анализ. Съществен принос за развитието на този дял от математиката имат Ойлер, Даламбер, Коши, Гаус, Вайерщрас, Хилберт и др. Необходимостта от решаване на функционални уравнения възниква най-често при решаването на проблеми от геометрията, механиката, аеродинамиката, биологията и пр. Въпреки това, общ метод за решаване на функционални уравнения няма.